# レーロホノロ・レドワバ
レーロホノロ・レドワバ（Lehlohonolo Ledwaba、1971年7月27日 - 2021年7月2日）は、南アフリカ共和国の元プロボクサー。ハウテン州ソウェト出身。元IBF世界スーパーバンタム級王者。

## 来歴
1990年10月31日、プロデビューを果たし4回レフェリーストップを呼び込むTKO勝ちを収めた。
1992年10月11日、トランスヴァールスーパーバンタム級王者ヴィシー・クホーザと対戦し、4回KO勝ちで王座獲得に成功した。
1993年7月24日、ジョセフ・ラマスェと対戦し2回TKO負けを喫しプロ初黒星。
1995年1月22日、ネセディレ・シコと空位の南アフリカスーパーバンタム級王者決定戦を行い、7回終了時シコの棄権により王座獲得に成功した。
1996年11月17日、後のWBO世界バンタム級王者クルス・カルバハルとWBU世界スーパーバンタム級王座決定戦を行い、3-0(115-111、115-112、117-109)の判定勝ちを収め王座獲得に成功した。
1997年3月7日、ギアン・マリア・ペトリコリと対戦し12回3-0(2者が120-107、120-108)の大差判定勝ちで初防衛に成功した。
1998年8月22日、アーネル・バロティッロと対戦し10回3-0の(2者が97-94、97-93)判定勝ちを収めIBF世界スーパーバンタム級王者への指名挑戦権獲得に成功した。
1999年5月29日、元WBA世界バンタム級王者ジョン・マイケル・ジョンソンと空位のIBF世界スーパーバンタム級王座決定戦を行い、12回判定(2者が116-112、115-113)勝ちを収め王座獲得に成功した。
1999年9月25日、アメリカデビュー戦をカリフォルニア州ペチャンガ・エンターテイメント・センターにてエディソン・バレンシア・ディアスと対戦し序盤から優位に進め、5回2分31秒レフェリーストップによるTKO勝ちで初防衛に成功した。
2000年4月7日、エーネスト・グレイと対戦し8回1分20秒KO勝ちで2度目の防衛に成功した。
2000年10月6日、エドゥアルド・エンリケ・アルバレスと対戦し8回2分48秒KO勝ちで3度目の防衛に成功した。
2001年2月17日、アーネル・バロテッロと再戦し、9回2分40秒TKO勝ちで再戦に決着を付け4度目の防衛に成功した。
2001年4月22日、カルロス・コントレラスと対戦し12回3-0の(118-110、117-112、116-112)判定勝ちを収めて5度目の防衛に成功した。
2001年6月23日、ネバダ州ラスベガスMGMグランド・ガーデン・アリーナにて、オスカー・デ・ラ・ホーヤVSハビエル・カスティリェホの前座でマニー・パッキャオと対戦した。当初はエンリケ・サンチェスと対戦する予定だったが2週間前に欠場が決まり急遽代役としてパッキャオがリングに上がった。6回に2度ダウンを奪われレフェリーが試合を止めた。6回59秒TKO負けを喫し6度目の防衛に失敗し王座から陥落した。パッキャオはこの勝利をきっかけにアメリカでのスターへの階段を駈け上がった。
2002年7月27日、1年振りの再起戦を元IBF世界スーパーバンタム級王者ブヤニ・ブングと空位のWBU世界フェザー級王座決定戦を行った。新旧世界王座対決で話題を集め、12回3-0(119-109、115-113、117-111)の判定勝ちを収め王座獲得に成功した。
2004年6月11日、デンマーク・コペンハーゲンのK.B.ハレンでEBAヨーロッパフェザー級王者スペンド・アバジと対戦。12回0-3(111-118、112-115、109-117)の判定負けを喫し王座獲得ならず。
2004年11月20日、後のIBF世界スーパーフェザー級王者カシウス・バロイとIBO世界スーパーフェザー級王座決定戦を行い、0-3(2者が112-116、113-116)の判定負けを喫し王座獲得ならず。
2005年4月16日、カシウス・バロイとリマッチを行うも12回0-3(113-116、113-115、114-115)の僅差判定負けでまたしても王座獲得ならず。
2006年4月8日、エイプライム・ナンゲンダとWBAパンアフリカンスーパーフェザー級王座決定戦を行った。この試合がデビュー戦のナンゲンダを徹底的に打ち込み6回レフェリーストップによるTKO勝ちを収めて王座獲得に成功した。
2006年11月24日、マックスウェル・アウクとWBAパンアフリカンタイトルの初防衛戦を行い、9回レドワバの負傷棄権に終わり初防衛に失敗し王座から陥落した。この試合を最後にレドワバは現役を引退した。
2021年7月2日、新型コロナウイルス感染症に感染して49歳で死去。

## 獲得タイトル
- トランスヴァールスーパーバンタム級王座
- 南アフリカスーパーバンタム級王座
- WBU世界バンタム級王座
- IBF世界スーパーバンタム級王者（防衛5）
- WBU世界フェザー級王座
- WBAパンアフリカンスーパーフェザー級王座